# Frederick Gregory
Frederick Drew Gregory (Washington D.C., 7 januari 1941) is een voormalig Amerikaans ruimtevaarder. Gregory zijn eerste ruimtevlucht was STS-51-B met de spaceshuttle Challenger en vond plaats op 29 april 1985. Tijdens de missie werd er wetenschappelijk onderzoek gedaan in de Spacelab module.
In totaal heeft Gregory drie ruimtevluchten op zijn naam staan. In 1993 verliet hij NASA en ging hij als astronaut met pensioen. In 2005 was hij tijdelijk Administrator of NASA.